# Karakol (Altai)
Karakol (en rus Еланда) és un poble de la República de l'Altai, a Rússia. El 2016 tenia 6 habitants.> La població es troba a 25 km d'Elekmonar.